# Dona Zica
Dona Zica OMC, pseudônimo de Euzébia Silva do Nascimento OMC (Rio de Janeiro, 6 de fevereiro de 1913 – Rio de Janeiro, 22 de janeiro de 2003), foi uma sambista da velha guarda da Estação Primeira de Mangueira e a última esposa do sambista Cartola.

## Biografia
Grande símbolo do carnaval carioca, Dona Zica participou da novela Xica da Silva e sua biografia foi escrita pela escritora pernambucana Odacy de Brito Silva. Ficou mais conhecida ao se casar com Cartola.
Dona Zica já tinha mais de 40 anos de idade quando se casou com Cartola, em 1954. Eles se conheciam desde jovens mas nunca haviam namorado – eram vizinhos no Morro da Mangueira, onde moravam. Não namoraram pois Zica já estava comprometida e na época a mulher era mal vista se o seu noivado fosse desfeito.
Zica casou-se aos 19 anos com seu primeiro marido, teve cinco filhos biológicos e adotou um sexto. Ficou viúva após 20 anos de casada. Cartola também se casou, porém não teve filhos, porque era estéril. Após ficar viúvo, viveu mais de 10 anos longe da Mangueira. Um dia, voltou e reencontrou sua antiga amiga, Zica, e começou a se interessar mais por ela, e passou a namorá-la. Casaram-se e viveram juntos 26 anos, até a morte dele, em 1980.
Seu talento gastronômico, foi decisivo na alavancada obtida na vida do casal, pois,  conforme um  depoimento seu, registrado na biografia de Cartola, op. cit., ela, na década de 1960, foi comandar um vatapá, na casa de Benjamin Eurico Cruz, e fez um contato do qual viria a surgir embrião do Zicartola, famosa casa de samba do Rio de Janeiro e restaurante a qual se tornou um ponto de encontro dos sambistas da época.
Dona Zica, morreu aos 89 anos de problemas cardiovasculares. É figura inesquecível na história da música brasileira, sendo bastante amiga de Dona Neuma, outra grande personalidade da Mangueira.
A escola de samba da Mangueira foi fundada em 1928, sendo a segunda escola da história do Rio, fusão de cinco blocos carnavalescos.